# Tõhela (jezioro)
Tõhela (est. Tõhela järv) – jezioro na obszarze gminy Tõstamaa w prowincji Parnawa, w Estonii. Ma powierzchnię około 321 hektarów, maksymalną głębokość 1,5 m i długość linii brzegowej 16,44 km. Pod względem powierzchni jest piętnastym jeziorem w Estonii. Zdecydowana większość brzegów pokryta jest lasem. Linia brzegowa jest postrzępiona, zachodnie brzegi jeziora mają charakter bagienny. Na jeziorze jest kilka niewielkich wysepek o całkowitej powierzchni 4 ha.